# Amoreena Winkler
Pour les articles homonymes, voir winkler.
Œuvres principales
- Purulence, ego comme x, 2009
- Fille de chair, ego comme x, 2014

Amoreena Winkler, née en 1978, est une rescapée de la secte « les enfants de Dieu ». Elle est également l'auteure de deux ouvrages consacrés à son vécu et son expérience.

## Biographie
Amoreena Winkler est née en 1978, à Rome, dans la secte pédophile, proxénète et apocalyptique « les enfants de Dieu » dont elle sort à l’âge de 17 ans.

## Œuvre
Amoreena Winkler est l'auteur d'un diptyque autobiographique composé de Purulence (2009) et de Fille de chair (2014), dans lequel elle raconte son enfance et son adolescence au sein de la secte « les enfants de Dieu ».
Purulence, cité par la Mission interministérielle de vigilance et de lutte contre les dérives sectaires (MIVILUDES), a connu lors de sa parution un grand retentissement médiatique,,,,,,. L'Union nationale des associations de défense des familles et de l'individu (UNADFI) souligne, sur son site, combien ses ouvrages sont considérés comme étant « un précieux témoignage ».
- Amoreena Winkler, Purulence, Angoulême, ego comme X, 2009, 246 p. (ISBN 978-2-910946-73-9 et 2-910946-73-8, BNF 42083889)
- Fille de chair, ego comme x, 2014.